# Bóstwa kasyckie

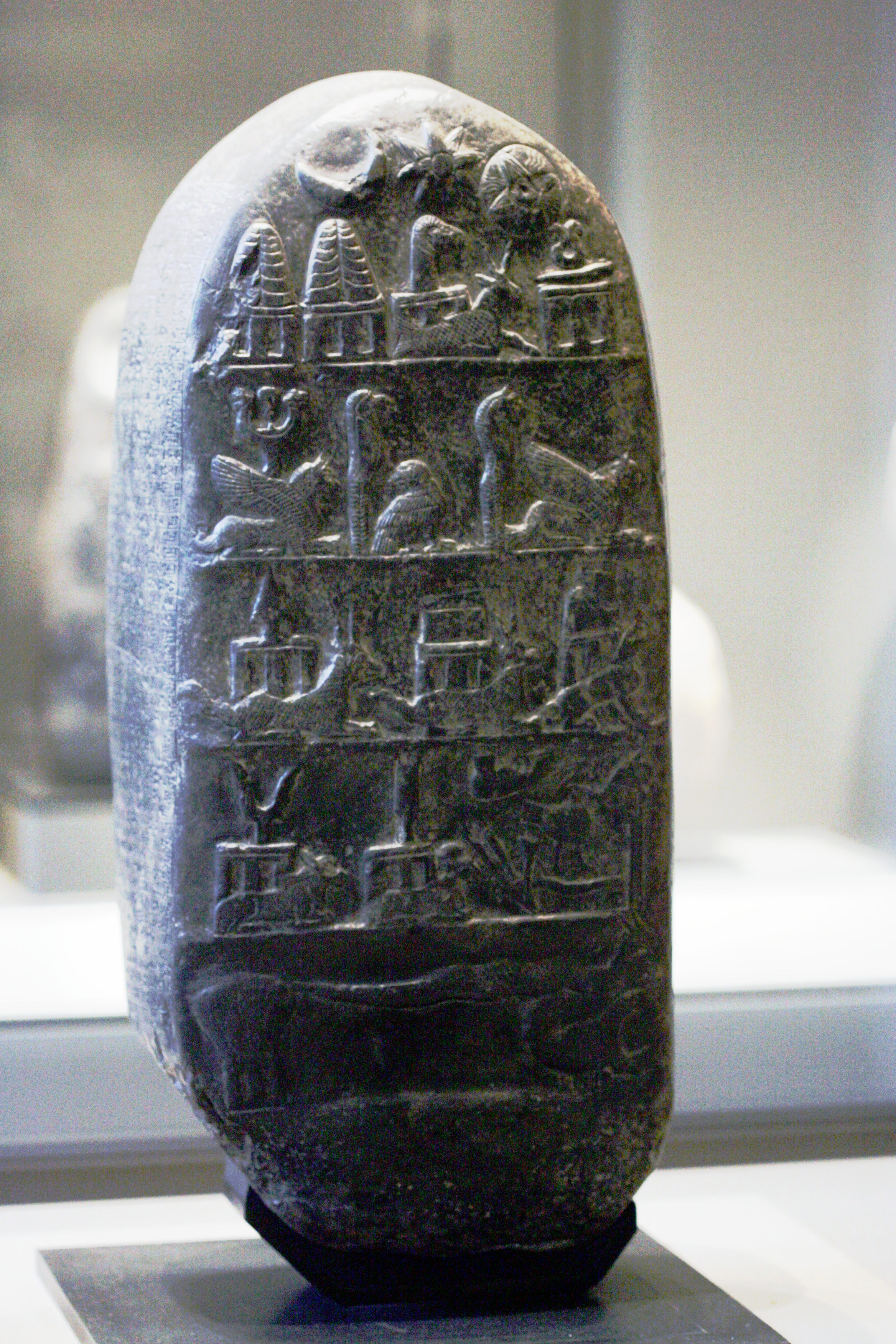
Kudurru króla Meli-Szipaka. Król przedstawia swoją córkę bogini Nanie. Półksiężyc na górze jest symbolem boga Sina, słońce – Szamasza, gwiazda – Isztar

Kasyci, lud o niezidentyfikowanym pochodzeniu, napływali do południowej Mezopotamii z gór Zagros od przełomu III i II tysiąclecia p.n.e. W połowie II tysiąclecia p.n.e. założyli dynastię i panowali w Babilonii przez około 400 lat. Prawdopodobnie początkowo posiadali własny panteon, jednak ulegli asymilacji i przejęli miejscową religię, zachowując nieznaczną odrębność kulturową.
Imiona bóstw kasyckich zostały wyodrębnione z tekstów babilońskich dzięki badaniom teonimicznym. Stanowiły one najczęściej element imion władców, będący pozostałością po kulcie bóstw kasyckich (na przykład, Ulam-Buriasz, Szagarakti-Szuriasz, Meli-Szipak czy Kadaszman-Turgu). Niektóre imiona bóstw świadczą o kontaktach tego ludu z Indoeuropejczykami. Dotyczy to, na przykład, Buriasza, Marrutasza i Szuriasza, wykazujących podobieństwo do imion greckiego Boreasza oraz wedyjskich Marutów i Surji. Występowanie większości imion bóstw kasyckich w źródłach pisanych kończy się wraz z końcem panowania Kasytów.
Głównymi bóstwami kasyckimi były Harbe – naczelne bóstwo panteonu, Szumalia, Szukamuna – bóg i bogini gór oraz opiekunowie dynastii, a także Szipak – bóstwo księżyca.
| Bóstwo               | Transkrypcja | Warianty imienia            | Uwagi |
| -------------------- | ------------ | --------------------------- | --- |
| Bugasz               | Bu-ga-aš     |                             | przypuszczalnie imię boga, wykorzystywane również w tytulaturze; występuje w królewskim imieniu Nazi-Bugasz |
| Buriasz              | Bur-ia-aš    | Ub-ri-ia-aš, Bu-ra-ri-ia-aš | bóg burz, odpowiednik babilońskiego Adada i greckiego Boreasza; imię to znaczy dosłownie „Pan krajów” - ze złożenia kasyckich słów buri („pan”) i iaš („kraj”); występuje w królewskich imionach Burna-Buriasz I, Burna-Buriasz II, Ulam-Buriasz |
| Dur(a)               | Dur(a)       |                             | bóstwo świata podziemnego, odpowiednik babilońskiego Nergala |
| Gidar                | Gi-dar       |                             | bóg wojny, odpowiednik babilońskiego Ninurty |
| Hala                 | Ḫa-la        |                             | bogini utożsamiana z babilońską Gulą |
| Harbe                | Ḫar-be       |                             | naczelne bóstwo panteonu, którego symbolem był ptak; utożsamiany z babilońskim Enlilem lub Anu; występuje w imionach królewskich Kadaszman-Harbe I i Kadaszman-Harbe II                                                                          |
| Hudha                | Ḫudha        |                             | podobnie jak Buriasz utożsamiany z babilońskim Adadem |
| Kamulla              | Ka-mul-la    |                             | odpowiednik babilońskiego Ea |
| Kaszszu              | Kaš-šū       | Kassu                       | być może bóstwo od którego wzięli swą nazwę Kasyci; występuje w imieniu królewskim Kaszszu-nadin-ahhe |
| Marattasz, Maruttasz | Ma-rat-taš   | Mar-taš                     | przypuszczalnie odpowiednik wedyjskich Marutów i babilońskiego Ninurty; występuje w imieniu królewskim Nazi-Maruttasz |
| Miriasz              | Mi-ri-ia-aš  |                             | prawdopodobnie bogini ziemi, utożsamiana z Mirizir |
| Mirizir              | Mi-ri-zi-ir  |                             | bogini, odpowiednik Isztar, której symbolem jest Wenus |
| Nana                 | Na-na-a      |                             | przypuszczalnie odpowiednik Isztar pod postacią łowczyni, występująca na kudurru jako kobieta na tronie |
| Szah, Sah            | Šah          | Tsah, Zah                   | podobnie jak Szuriasz uważany za boga słońca, odpowiednik babilońskiego Szamasza |
| Szala                | Ša-la        | Ḫa-la                       | bogini, której symbolem była jęczmienny kłos |
| Szinu                | Ši-hu        |                             | jedno z imion Marduka |
| Szumalia             | Ši-ma-U-ia   |                             | bogini góry, przypuszczalnie jest wariantem imienia Semele lub nazwy Himalaje |
| Szipak               | Šipak        |                             | bóstwo księżyca; występuje w imionach królewskich Meli-Szipak i Simbar-Szipak |
| Szugurra             | Šu-gur-ra    |                             | odpowiednik Marduka |
| Szukamuna            | Šu-qa-mu-na  | Šuga(b), Šu-qa, (z)-Zu-qa   | bóstwo świata podziemnego, odpowiednik Nergala; występuje w imieniu królewskim Szirikti-Szukamuna |
| Szukannma            | Šukannma     |                             | bóg, którego symbolem jest ptak na grzędzie; jedno z dwóch bóstw, związanych z inwestyturą królów kasyckich |
| Szumalia             | Šu-ma-li-ia  |                             | bogini, której symbolem jest ptak na grzędzie; jedno z dwóch bóstw, związanych z inwestyturą królów kasyckich |
| Szuriasz             | Šu-ri-ia-aš  |                             | odpowiednik babilońskiego Szamasza i prawdopodobnie wedyjskiego Surji, także boga słońca lub gwiazdy Syriusz, której symbolem jest strzała; występuje w imieniu królewskim Szagarakti-Szuriasz                                                   |
| Tiszpak              | Tišpak       |                             | odpowiednik huryckiego Teszuba i urartyjskiego Tejszeby; |
| Turgu                | Tur-gu       |                             | prawdopodobnie imię bóstwa; występuje w imieniu królewskim Kadaszman-Turgu |